# Apollophane (médecin)
Pour les articles homonymes, voir Apollophane (homonymie).
Apollophane est un médecin grec du début du IIe siècle av. J.-C.

## Biographie

### Un médecin de cour chez les Séleucides
Originaire de Séleucie de Piérie, Apollophane, fils d'Apollophane, est un disciple d'Érasistrate, et le médecin personnel de plusieurs rois séleucides dont surtout Antiochos III. Il avait été auparavant le médecin de son père, Séleucos II, et de son frère, Séleucos III. Sur la base d'une lecture d'une inscription de Iulia Gordos on a cru voir en lui le premier médecin connu portant le titre d'archiatros,, mais la lecture du terme n'est pas assurée et a été abandonnée par l'éditeur de l'inscription.

### Son action politique comme "ami" d'AntiochosIII
Habile conseiller, présent à la cour depuis longtemps, il avertit, en -220, le jeune roi Antiochos d'un complot fomenté contre lui par Hermias, son premier ministre, afin de s'en débarrasser après son comportement cruel envers le peuple, comportement dont personne n'osait se plaindre. Hermias fut assassiné par la suite du roi, lors d'une promenade prétexte. Une lettre d'Antiochos III à l'Asclépéion de Cos et faisant l'éloge d'Apollophane a été conservée sur une inscription grecque,.
En -219, Polybe le présente comme un "ami" du roi présent au conseil décidant de la reprise de Séleucie de Piérie. On sait aussi que le médecin suivait le roi dans ses campagnes militaires : l'inscription de Iulia Gordos en témoigne et peut être rapportée à une campagne ayant eu lieu contre Achaios entre -216 et -213, ou en -204/-203 contre la Carie et l'Ionie, ou encore en -197/-196, ou enfin lors de la campagne de Magnésie du Sipyle en -190/-189. 

### Un personnage à distinguer d'un ambassadeur en Béotie
Maurice Holleaux avait voulu le reconnaître dans un Apollophane d'Antioche figurant comme proxène dans deux inscriptions de Béotie, bien qu'originaire de Séleucie, Apollophane serait ensuite devenu citoyen d'Antioche,. Cet Apollophane avait fait partie, en -192, d'une ambassade envoyée par le roi auprès des Béotiens. Il fut ensuite fait proxène de la confédération béotienne. Les inscriptions de Cos et de Iulia Gordos découvertes postérieurement imposèrent cependant de distinguer les deux personnages nommés Apollophane car non seulement ils se rapportaient à une cité différente mais avaient un patronyme différent,.

## Postérité historique et médicale

### Un médecin surtout connu par Polybe
À la suite du rôle visible d'Apollophane de Séleucie dans le livre V des Histoires de Polybe, on a pu supposer qu'il avait été l'auteur d'une œuvre historique qui aurait été une source de Polybe, mais l'hypothèse a été réfutée,.

### Postérité médicale
Apollophane est connu par plusieurs recettes de médicaments et peut figurer parmi les médecins ayant contribué à l'élaboration de la recette de la thériaque,. 
Sur la base de deux monnaies smyrniotes au nom d'Apollophane, on a voulu en faire autrefois le fondateur de l'école médicale de Smyrne, encore réputée au temps de Strabon, il fut par la suite montré que ces monnaies n'avaient aucun rapport avec le médecin. En revanche, selon Gabriele Marasco, l'intérêt du bibliothécaire d'Antioche, Euphorion, pour la médecine, pourrait s'expliquer par l'influence d'Apollophane. 
On considère en général qu'il faut l'identifier avec le médecin Apollophane cité par de nombreuses sources médicales tardives.